# Szent Anna-kápolna (Makó)
A Szent Anna-kápolna a makói katolikus temetőben található, Vertán városrészben. Klasszicista stílusban épült 1829-ben.

## Története
A kápolnát Wiblitzhauser János sörfőző mester építtette, a tervező valószínűleg Giba Antal volt. Az épületet 1829. szeptember 8-án, Kisasszony napján szentelték föl. A fönntartási költségekre az építtető 200 forintot adott. A bejárat fölött márványtáblát helyeztek el, amelyen az építtető és feleségének neve, valamint az építés ideje szerepel.
A homlokzatot, amelyen Debreczeni Bárány Ágoston  emléktábláját helyezték el négy dór fejezetes pilaszter díszíti, kiugró koronázópárkány tagolja. A pilaszerek dór fejezetei nem érik el a párkányt, ezek a vidéki mester romlatlan naivitását fejezik ki. Az épület lábazata körbefutó, tornyának sarkait lizéna fogja össze, az oromzat folytatásában övpárkány húzódik. A tornyot a keleti karzat fölé építették, az ajtónyíláson belül található dongaboltozaton nyugszik. A bádoggal födött hagymasisak barokk jegyeket mutat. Az ablakok közül a hajó és a szentély falán találhatóak félkörívesek,  míg a torony zsaluzott ablaka szegmentíves és keretezett.
Belsejében eredetileg egy Szent Anna oltárkép volt található. 1970-ben alakították ki a szembemiséző oltárképet; Jámborné Balog Tünde, a város díszpolgára ekkor készített egy fekete kontúros vakolatképet. Az emberiséget magához ölelő Krisztust ábrázolja.
A kápolna műemléki védettséget élvez; törzsszáma a műemlékjegyzékben 2744.

## A kriptában nyugvó személyek
- Dr. Bódy Antal főesperes, prépost
- Hänsl Anna, az építtető felesége
- Henny Sebestyén, főesperes, címzetes prépost
- Kristóffy János, címzetes kanonok, plébános
- Makrai Imre, főesperes, prépost